# 秋篠雅弘
秋篠 雅弘（あきしの まさひろ、1963年 - 不明）は、日本のゲームクリエイター、実業家。

## 来歴
PCゲーム開発会社日本テレネットに所属、ゲームプログラマー兼プロデューサーとして頭角を現す。
1987年1月、自身の子飼いの開発スタッフと共に独立、株式会社ウルフ・チーム設立を果たす。独立の理由としては、当時の各パソコン雑誌のインタビューで「日本テレネットの元にいたのでは、自分達が本当に作りたいゲームを作れない」と答えている。
しかしデビュー作となる横スクロールアクションゲーム『YAKSA』の開発が大幅に遅延するなど、当初からトラブルや社員との確執が相次ぎ、代表取締役社長ながら退任に追い込まれる。
ウルフチームを追われた彼は同年Jフォースを設立し、エニックスが開発を任せた数少ないソフトハウスのひとつとなる。他にもバンプレスト、サミー、セガなど複数のゲームメーカーより受注・プロジェクトを任される。しかしここでも大幅な開発遅延を相次いで起こし、クライアントとのトラブルが絶えなかった。

## 失踪と後日談
1994年、秋篠らJフォースは、当時企画担当者として個人契約を結んでいた桑名真吾が立案したシミュレーションRPGをセガに売り込み、その制作に取り組んでいた。しかし開発途中で秋篠は突然失踪しJフォースは倒産。給料の未払いがあったほか、会社が負担すべき厚生年金、各種社会保険の保険料はいずれも未納で、のちに全額の請求が元社員に届くことになった。
これにより中止されるかに見えたゲーム開発はセガが引き継ぐこととなり、開発主要スタッフ（秋篠失踪後も数か月間、無給で働いていた）はセガ社内で製作を続行できたが結局完成を見ることなく作業を中断、桑名真吾らが設立したアイディアファクトリーに合流し『スペクトラルフォース』の製作を任されることとなった。
再度存続の危機に陥ったゲーム開発だが、残された作業を阪神・淡路大震災で住む場所を失ったセガ関西支社のスタッフが完成させ、1996年、『ドラゴンフォース』（セガサターン）として日の目を見ることができた。
その後も秋篠の消息は絶えたままである。

## 代表作品・関連作品
- 夢幻戦士ヴァリス
- ファイナルゾーン

- YAKSA 
  - YAKSA ： PC-8801（1987年11月）、FM-77（1988年1月）、PC-9801（1988年2月）、MSX2（1988年5月）
  - 神武伝承YAKSA ： PCエンジン（1989年6月）

- アークス
  - アークス ： PC-8801（1988年5月）、PC-9801（1988年7月）、X1（1988年9月）、FM-77（1988年10月）、MSX2（1988年11月）、X68000（1989年4月）
  - アークスII ： PC-8801（1989年11月）、MSX2（1989年12月）、PC-9801（1990年1月）、X68000（1990年1月）
  - アークス・オデッセイ ： X68000（1991年6月）、メガドライブ（1991年6月）
  - アークスIII ： PC-9801（1991年10月）
  - アークスI II III ： メガCD（1993年7月）

- ミッドガルツ
  - ミッドガルツ 全編 ： PC-9801（1989年1月）
  - ミッドガルツ SIDE A ： PC-8801（1989年3月）、MSX2（1989年7月）
  - ミッドガルツ SIDE B ： PC-8801（1989年3月）、MSX2（1989年7月）
  - ミッドガルツ DUAL SIDE ： PC-8801（1989年4月）、MSX2（1989年5月）
  - ミッドガルツ GOLD ∶ X68000（1989年8月）

- ガウディ 〜バルセロナの風〜 ： PC-8801（1989年6月）、PC-9801（1989年7月）、MSX2（1989年7月）、X68000（1989年8月）

- 斬
  - 斬 -陽炎の時代- アナログ ： PC-9801（1989年9月）
  - 斬 -陽炎の時代- デジタル ： PC-9801（1989年11月）
  - 斬 -陽炎の時代 ： PC-9801（1989年12月）、X68000（1989年12月）、J3100（1989年12月）
  - 斬 シナリオ Vl.1 ： PC-9801（1989年12月）、X68000（1989年12月）、J3100（1989年12月）
  - 斬 シナリオ Vl.1 ： デジタル ： PC-9801（1989年12月）
  - 斬 シナリオ Vl.2 ： PC-9801（1990年2月）、X68000（1990年2月）、J3100（1990年2月）
  - 斬 シナリオ Vl.2 ： デジタル ： PC-9801（1990年2月）
  - 斬 PU アナログ ： PC-9801（1990年5月）
  - 斬 夜叉円舞曲 ： PC-8801（1990年8月）、PC-9801（1991年3月））、メガドライブ（1991年3月）
  - 斬・GEAR ： ゲームギア（1990年10月）
  - 斬II 〜陽炎の時代〜 ： PC-9801（1991年10月）、FM-TOWNS（1992年4月）
  - 斬II シナリオコレクション ： PC-9801（1992年1月）
  - 斬IIスピリッツ ： スーパーファミコン（1992年5月）
  - 斬II 総集編 ： PC-9801（1992年12月）

- あーくしゅ ： PC-8801（1989年12月）、MSX2（1990年2月）、PC-9801（1990年3月）、X68000（1990年3月）
- グラナダ ： X68000（1990年4月）、メガドライブ（1991年11月）
- D〜欧州蜃気楼〜 ： PC-9801（1990年8月）
- RYU 〜哭きの竜より〜 ： PC-9801（1990年9月）、X68000（1991年2月）
- FZ戦記アクシス ： X68000（1990年10月）、メガドライブ（1990年10月）
- ソルフィース ： X68000（1990年11月）、メガCD（1991年11月）

- 轟
  - 大東亜黙示録 ： 轟 ： PC-9801（1991年4月）
  - 轟II ： PC-9801（1992年9月）
  - 轟II シナリオコレクション ： PC-9801（1992年12月）
  - 轟II TOWNSスペシャル ： FM-TOWNS（1993年3月）

- ディノランド ： メガドライブ（1991年8月）

- アーネスト・エバンス・シリーズ
  - エル・ヴィエント ： メガドライブ（1991年9月）
  - アーネスト・エバンス ： メガCD（1991年12月）
  - アネット再び ： メガCD（1993年3月）

- NIKO2（ニコニコ）、 ： PC-8801（1991年11月）、PC-9801（1991年11月）、X68000（1991年11月）、FM-TOWNS（1991年11月）、MSX2（1991年12月）

- 天舞
  - 天舞 〜三国志正史〜 ： PC-9801（1991年12月）
  - 天舞 シナリオコレクション ： PC-9801（1992年3月）
  - 天舞 リミテッド ： PC-9801（1992年5月）
  - 天舞 〜満漢全席〜 ： PC-9801（1992年8月）
  - 天舞MEGA-CDスペシャル ： メガCD（1992年12月）
  - 三国志正史 天舞スピリッツ ： スーパーファミコン（1993年6月）

- 精霊神世紀フェイエリア ： メガCD（1992年2月）
- SUZAKU ： PC-9801（1992年3月）、FM-TOWNS（1992年10月）
- アイルロード ： メガCD（1992年5月）

- 緋王伝
  - 緋王伝 ： PC-9801（1992年6月）
  - 緋王伝II ： PC-9801（1993年11月）、FM-TOWN（1994年3月）
  - 緋王伝II ダッシュHD ： PC-9801（1994年7月）

- サンダーストームFX ： メガCD（1992年8月）
- ロードブラスターFX ： メガCD（1992年12月）
- タイムギャル： メガCD（1992年）

- ノイギーア 〜海と風の鼓動〜 ： スーパーファミコン（1993年3月）[2]

## 関連会社
- 日本テレネット
- ウルフ・チーム
- Jフォース